# Coleophora albitarsella
Coleophora albitarsella là một loài bướm đêm thuộc họ Coleophoridae. Nó được tìm thấy ở hầu hết châu Âu, but has not been recorded from Ireland và Hy Lạp.
Sải cánh dài 10–13 mm. Con trưởng thành bay từ giữa tháng 6 đến tháng 8 in miền tây Europe.
Ấu trùng ăn Clinopodium vulgare, Glechoma hederacea, Lycopus europaeus, Melissa officinalis, Melittis melissophyllum, Mentha aquatica, Mentha arvensis, Nepeta cataria, Orignanum vulgare, Prunella vulgaris, Salvia pratensis, Salvia verbenaca, Satureja, Stachys and Thymus. Full-grown larvae can be được tìm thấy ở tháng 5.